# Мадагаскарска якана
Мадагаскарската якана (Actophilornis albinucha) е вид птица от семейство Jacanidae. Видът е почти застрашен от изчезване.

## Разпространение
Разпространен е в Мадагаскар.